# Palmarès del Futbol'nyj Klub Dynamo Kyïv
Il Futbol'nyj Klub Dynamo Kyïv (in ucraino Футбольний клуб Динамо Київ?, Futbol'nyj klub Dynamo Kyïv; in russo Футбо́льный клуб Дина́мо Ки́ев?, Futbol'nyj klub Dinamo Kiev), nota in italiano come Dinamo Kiev, è una società calcistica ucraina di Kiev.
Fondata nel 1927 come squadra della locale polizia sovietica di Kiev, la Dinamo è la squadra più titolata dell'ex URSS. Dopo lo scioglimento di tale Paese nel 1991 e l'indipendenza dell'Ucraina, ha dominato il campionato nazionale nel suo primo decennio di vita. Dal 1936 ha sempre militato nella massima serie, prima del campionato sovietico, risultando l'unico club in grado di contrastare l'egemonia delle squadre moscovite, e poi di quello ucraino. Nel 1965 divenne il primo club sovietico a partecipare ad una coppa europea.
Nel suo palmarès figurano tredici campionati sovietici, diciassette campionati ucraini, nove Coppe sovietiche, tre Supercoppe sovietiche, tredici Coppe d'Ucraina e 9 Supercoppe d'Ucraina. In ambito internazionale si è aggiudicata due Coppe delle Coppe, una Supercoppa europea e quattro Coppe della CSI.

## Competizioni nazionali
- Campionato sovietico: 13  (record)

1961, 1966, 1967, 1968, 1971, 1974, 1975, 1977, 1980, 1981, 1985, 1986, 1990
- Coppa dell'URSS: 9

1954, 1964, 1965-1966, 1974, 1978, 1982, 1984-1985, 1986-1987, 1989-1990
- Supercoppa dell'Unione Sovietica: 3  (record)

1981, 1986, 1987
- Coppa della RSS Ucraina: 6 (record)

1937, 1938, 1944, 1946, 1947, 1948
- Campionato ucraino: 17  (record)

1992-1993, 1993-1994, 1994-1995, 1995-1996, 1996-1997, 1997-1998, 1998-1999, 1999-2000, 2000-2001, 2002-2003, 2003-2004, 2006-2007, 2008-2009, 2014-2015, 2015-2016, 2020-2021, 2024-2025
- Coppa d'Ucraina: 13  (record)

1992-1993, 1995-1996, 1997-1998, 1998-1999, 1999-2000, 2002-2003, 2004-2005, 2005-2006, 2006-2007, 2013-2014, 2014-2015, 2019-2020, 2020-2021
- Supercoppa d'Ucraina: 9  (record)

2004, 2006, 2007, 2009, 2011, 2016, 2018, 2019, 2020

## Competizioni internazionali
- Coppa delle Coppe: 2  (record ucraino)

1974-1975, 1985-1986
- Supercoppa UEFA: 1  (record ucraino)

1975
- Coppa dei Campioni della CSI: 4

1996, 1997, 1998, 2002

## Competizioni giovanili
- Trofeo Dossena: 1

1989

## Competizioni amichevoli
- Channel One Cup: 1

2008
- Memorial Armando Picchi: 1

1988
- Trofeo Città di Valladolid: 2

1973, 1974
- Torneo di Amsterdam: 1

1986

## Altri piazzamenti
- Campionato sovietico:

Secondo posto: 1936 (primavera), 1952, 1960, 1965, 1969, 1972, 1973, 1976 (autunno), 1978, 1982, 1988
Terzo posto: 1937, 1979, 1989
- Coppa dell'Unione Sovietica:

Finalista: 1973
Semifinalista: 1946, 1970, 1980, 1988-1989
- Supercoppa dell'Unione Sovietica:

Finalista: 1977
- Campionato ucraino:

Secondo posto: 1992, 2001-2002, 2004-2005, 2005-2006, 2007-2008, 2009-2010, 2010-2011, 2011-2012, 2016-2017, 2017-2018, 2018-2019, 2019-2020, 2023-2024
Terzo posto: 2012-2013
- Coppa d'Ucraina:

Finalista: 2001-2002, 2007-2008, 2010-2011, 2016-2017, 2017-2018, 2024-2025
Semifinalista: 2003-2004, 2008-2009
- Supercoppa d'Ucraina:

Finalista: 2005, 2008, 2014, 2015, 2021
- Coppa dei Campioni della CSI:

Finalista: 1999
- Coppa UEFA:

Semifinalista: 2008-2009
- Coppa dei Campioni:

Semifinalista: 1976-1977, 1986-1987, 1998-1999 (record fra le squadre mai giunte in finale)
- Supercoppa UEFA:

Finalista: 1986